# Рекіннікі
Рекіннікі (Каванейваям) — річка на півострові Камчатка в Росії.
Довжина річки — 146 км. Площа водозбірного басейну — 5090 км². Впадає в затоку Шеліхова Охотського моря. Протікає територією Карагінського району Камчатського краю.
Назва в перекладі з коряцької Рыкырнын — «рот» (в значенні гирло). Це пов'язано з тим, що хвилі з затоки приносять плавник, і за уявленням аборигенів гирло річки як би ротом заковтує деревину.
Вперше нанесена на карту на початку XVIII століття С. У. Ремезовим під назвою Ридканка. Річка активно використовувалася аборигенами і козаками для пересування територією північної Камчатки.

## Притоки
Об'єкти перераховані за порядком від гирла до витоку.
- 10 км: річка Качавваям
- 12 км: річка Уйвінвиваям
- 21 км: річка Авальгирніківаям
- 30 км: струмки Ітопуянвиваям
- 32 км: річка Аляюваям
- 37 км: річка Тайматиньвиваям
- 39 км: струмки Антакреневаям
- 43 км: річка Евпайваям
- 49 км: річка Енингваям
- 64 км: струмки Пьяваям
- 72 км: річка Гватілгіткінвиваям, 1-й Гватілгіткінвиваям
- 98 км: річка Ільгільківаям
- 112 км: річка без назви
- 128 км: річка Ололоваям
- 137 км: річка без назви

## Дані водного реєстру
За даними державного водного реєстру Росії відноситься до Анадир-Колимського басейнового округу.
За даними геоінформаційної системи водогосподарського районування території РФ, підготовленої Федеральним агентством водних ресурсів:
- Код водного об'єкта в державному водному реєстрі — 19080000112120000039342
- Код за гідрологічною вивченістю (ГВ) — 120003934
- Номер тому з ГВ — 20
- Випуск за ГВ — 0